# The Briefs

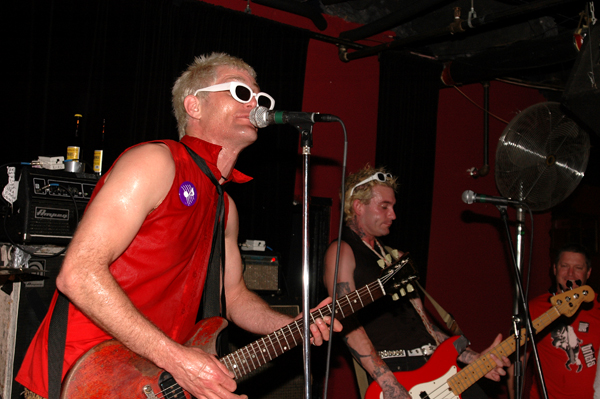
Bei einem Auftritt in San Francisco

The Briefs ist eine US-amerikanische Punkband aus Seattle, Washington und wurde 2000 von den Musikern Daniel J. Travanti, Steve E. Nix, Lance Romance und Chris Brief gegründet.
Die Musik der Band ist eine Mischung aus New Wave und Punk im Stil der späten 1970er Jahre mit deutlichen Einflüssen von Bands wie den Buzzcocks, den Undertones und den Adverts. Das optische Auftreten der Briefs ist ebenfalls geprägt von den Accessoires des frühen Punk, d. h. enge Jeans, blondierte Haare, Sonnenbrillen.

## Bandgeschichte
Die Band entstand spontan auf einer Geburtstagsparty in Seattle, in deren Folge das Debütalbum „Hit after Hit“ entstand, das im Jahr 2000 bei Dirtnap Records erschien. Dasselbe Label veröffentlichte auch den Nachfolger Off The Charts. Zwischenzeitlich war die Band von Interscope Records kontaktiert worden. Für dieses Major Label wurde ein Album eingespielt, das allerdings nie veröffentlicht wurde.
In Deutschland spielte die Band 2002 neunmal als Support zur Tour Auswärtsspiel! der Toten Hosen.

## Diskographie

### Studioalben
- 2000: Hit after Hit
- 2003: Off the Charts
- 2004: Singles Only
- 2004: Sex Objects
- 2004: Steal yer Heart
- 2007: The Greatest Story Ever Told
- 2019: Platinum Rats

### Singles und EPs
- 1999: Poor and Weird
- 2001: C'Mon Squash Me Like A Bug b/w Benny's Got A Cigarette
- 2002: She's Abrasive / Like A Heartattack
- 2002: This Age
- 2002: (Looking Through) Gary Glitter's Eyes
- 2002: Love And Ulcers / We Americans
- 2003: The Joy Of Killing
- 2005: Stuck On You
- 2018: Kids Laugh At You
- 2019: I Hate The World

### Splits
- 2000: The Spits / The Briefs
- 2002: The Briefs / The Distraction - Ain't It The Truth / My Way
- 2004: The Briefs / The Shocks - I Know / Insekt, Dirty Faces Records

### DVDs
- The Greatest Story Ever Told (2007)